# 法被

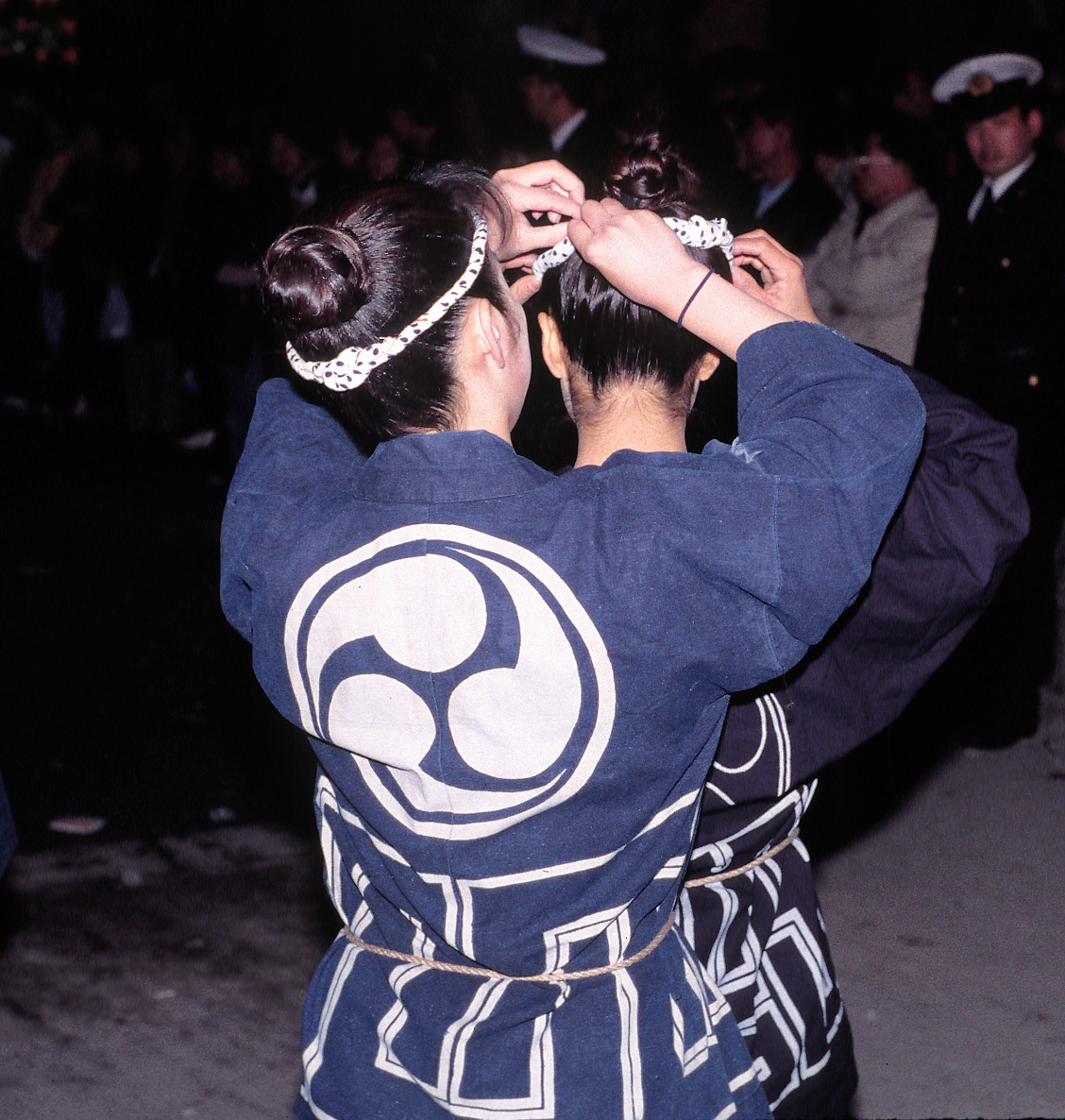
法被

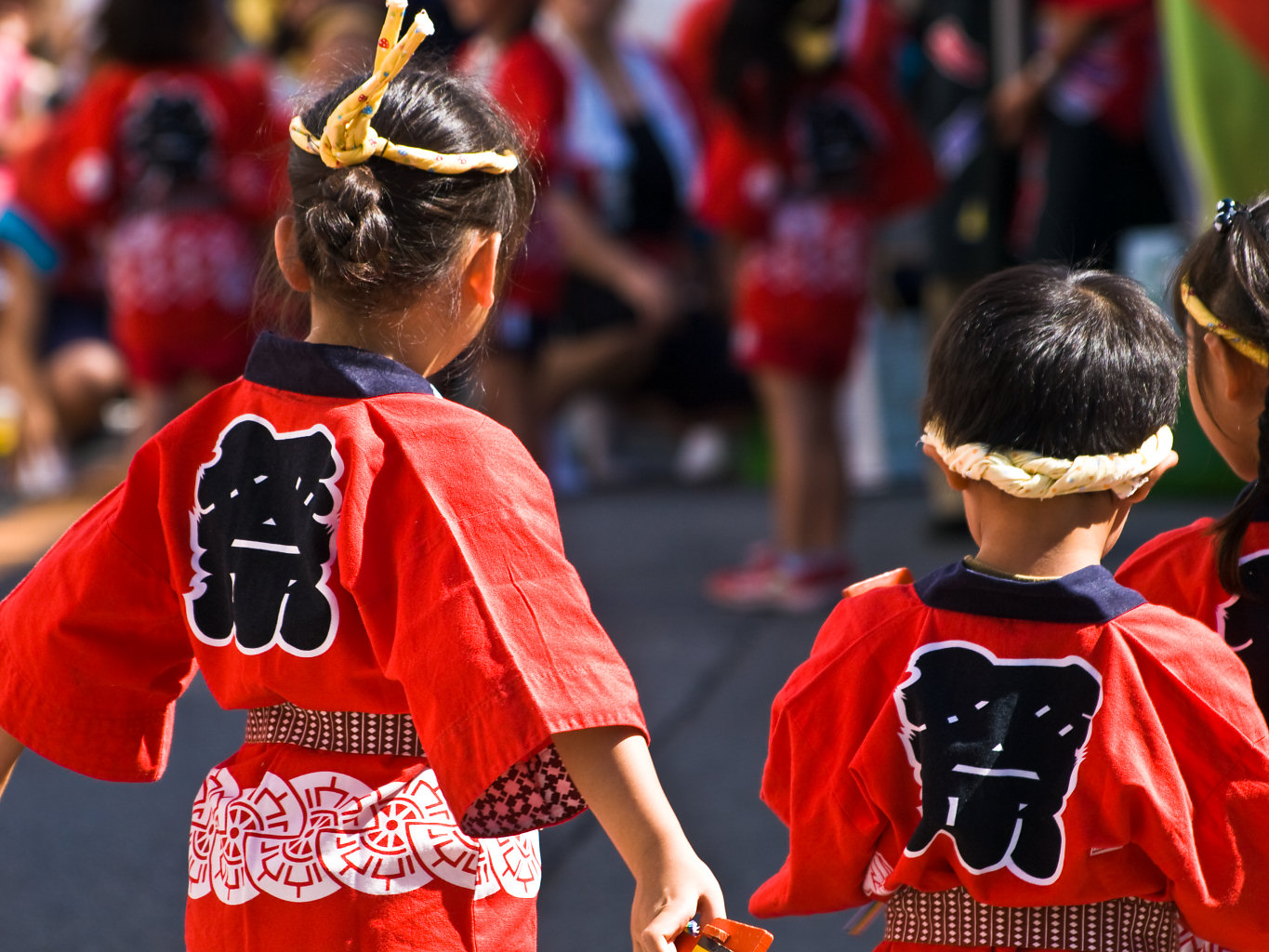
祭の法被（はっぴ） 子供用

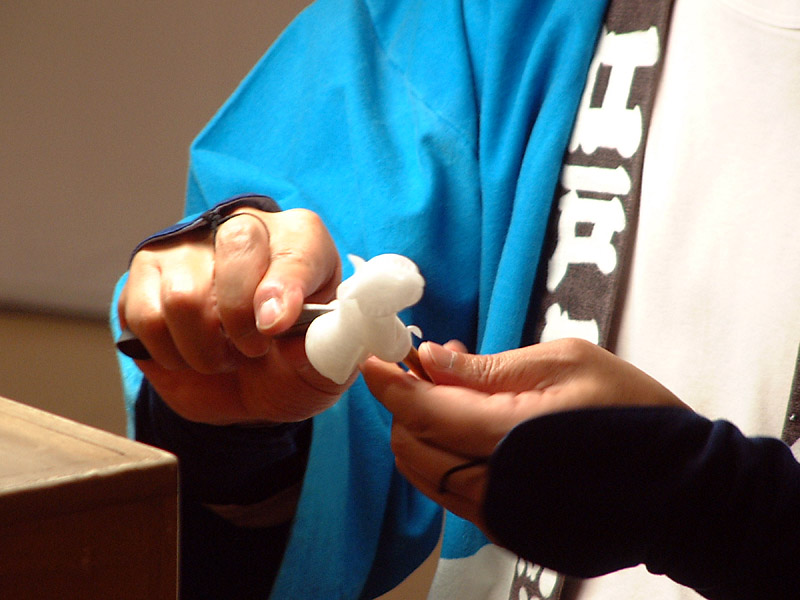

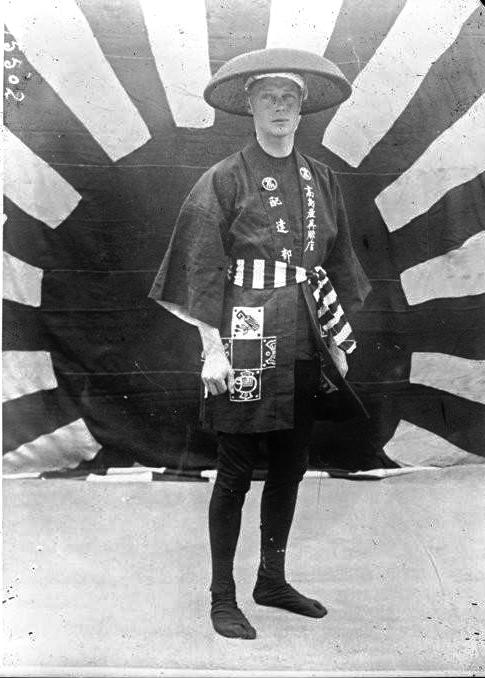
髙島屋の法被を着たエドワード8世

法被（はっぴ）は、和服における羽織物の一種。半被とも表記する。

## 形式
現代では袢纏（半纏、はんてん）と区別されずに扱われることもあるが、法被は広袖で羽織と同様に衿（えり）を折り返して着たものを指す。生地は木綿地で薄い藍色か茶色が多く用いられ、膝ぐらいだった丈も時代が下るにしたがって長くなった。背中には大きく白抜きで家紋や記号、模様を染め出したものが一般的であったため「看板」とも称された。
祭礼に用いる法被には、それぞれ所属や年齢などから「御祭禮」、「若睦」、「中若」、「小若」などの襟文字が入れられる。

## 歴史
武士の中間（ちゅうげん）と呼ばれる奉公人が上着にし、火事装束としても身に着けていたもので、これが職人達に広まったものである（元来は火事場装束であるともいう）。しかし、文化年間の頃から職人の仕事着として法被に代わって印半纏が広まった。
消防団では現在も消防団員の制服であり、出初式の梯子乗りなどでも見かけられる（総務省消防庁の「消防団員服制基準」では「乙種衣」と呼称している。ただし全ての分団に貸与されるわけではない。）。消防団や祭礼のみならず、プロ野球などのスポーツの応援や百貨店などのセール時に店員が着用する衣装などさまざまな用途に使われている。
日本航空では、1960年代から1980年代にかけて、ファーストクラスの機内着（リラクシング・ウェア）として法被を提供していた。1966年にビートルズが来日した際、旅客機のタラップを降りてくる際に撮られた写真でメンバーが着ていたことでも知られている。

## 名称
法被は江戸時代に誕生した。しかし、その名前は平安時代以降に身分が高い皇族や武家の正装とされていた束帯（そくたい）の下に着る下着が由来になっている。もともとは「はんぴ」と発音されたが、時代とともに発音も変化し、現代では「はっぴ」と呼ばれる。
一方、法被の漢字は、禅寺の高僧が座る椅子の背もたれに掛ける布の法被「はふひ（ほうひ）」が由来である。ただし、布の法被と衣類の法被はまったく関係ないことから、法被の漢字は当て字とされる。